# Terbanggi Besar
Terbanggi Besar (indonesiska: Terbanggi-besar) är en distriktshuvudort i Indonesien.   Den ligger i provinsen Lampung, i den västra delen av landet, 230 km nordväst om huvudstaden Jakarta. Terbanggi Besar ligger 29 meter över havet och antalet invånare är 52 566.
Terrängen runt Terbanggi Besar är mycket platt. Runt Terbanggi Besar är det tätbefolkat, med 276 invånare per kvadratkilometer. Det finns inga andra samhällen i närheten. Omgivningarna runt Terbanggi Besar är en mosaik av jordbruksmark och naturlig växtlighet.